# Abbott et Costello à Hollywood
Pour plus de détails, voir Fiche technique et Distribution.
Abbott et Costello à Hollywood (Abbott and Costello in Hollywood) est un film américain de S. Sylvan Simon, sorti en  1945.
Il fait partie d'une série de comédies tournées par le duo Abbott et Costello entre 1940 et 1957.

## Fiche technique
- Titre original : Abbott and Costello in Hollywood
- Titre français : Abbott et Costello à Hollywood
- Réalisation : S. Sylvan Simon
- Scénario : Nat Perrin et Lou Breslow
- Montage : Charles Edgar Schoenbaum
- Pays d'origine : États-Unis
- Genre : Comédie
- Durée : 83 minutes
- Date de sortie : 
  - États-Unis : 4 octobre 1945

## Distribution
- Bud Abbott : Buzz Kurtis
- Lou Costello : Abercrombie
- Frances Rafferty : Claire Warren
- Robert Stanton : Jeff Parker
- Jean Porter : Ruthie
- Warner Anderson : Norman Royce
- Rags Ragland : lui-même
- Mike Mazurki : Klondike Pete
- Carleton G. Young : Gregory LeMaise
- Donald MacBride : Dennis Kavanaugh
- Edgar Dearing : Premier policier au studio
- Marion Martin : Mlle Milbane
- Arthur Space : Directeur
- William 'Bill' Phillips : Assistant de Kavanaugh
- Karin Booth : Louise